# 龙沼镇
龙沼镇，是中华人民共和国吉林省白城市大安市下辖的一个乡镇级行政单位。

## 行政区划
龙沼镇下辖以下地区：
太平村、前程村、山湾村、龙沼村、榆树村、兴胜村、红光村、八方村、兴学村、兴俭村、新风村和长春岭村。